# Jorge Alcocer Villanueva
Pour les articles homonymes, voir Jorge Alcocer.
Jorge Alcocer Villanueva, né le 3 avril 1955 à León, dans l'État de Guanajuato, est un économiste et une personnalité politique mexicaine.

## Biographie
Militant de plusieurs organisations politiques de gauche, Jorge Alcocer a collaboré avec plusieurs partis politiques et est le leader du Parti des forces citoyennes.